# Indeks Lernera
Indeks Lernera – wskaźnik ekonomiczny opisujący stopień siły rynkowej przedsiębiorstwa na rynku. Formalnie, indeks Lernera L zdefiniowany jest jako {\displaystyle L=(P-MC)/P,} gdzie P to cena rynkowa, a MC to koszt krańcowy. Nazwa indeksu pochodzi od nazwiska amerykańskiego ekonomisty Abby Lernera, który zaproponował go w swojej pracy w 1934 roku.
W przypadku konkurencji doskonałej, cena P równa jest kosztowi krańcowemu MC i indeks Lernera L wynosi 0. Interpretuje się to w ten sposób, że firmy w konkurencji doskonałej nie mają żadnej siły rynkowej. Z drugiej strony, dodatnie wartości indeksu Lernera, wskazują na istnienie siły rynkowej. Im większa wartość, tym większa siła rynkowa przedsiębiorstwa. W przypadku monopolu, indeks Lernera wynosi {\displaystyle L=1/\epsilon ,} gdzie {\displaystyle \epsilon } to wartość cenowej elastyczności popytu.
Indeks Lernera nigdy nie przekracza 1, ponieważ koszt krańcowy MC jest zawsze nieujemny.
Indeks nie pozwala określić absolutnej wielkości zysku przedsiębiorstwa, ponieważ nie uwzględnia ani wielkości produkcji, ani kosztów stałych.